# 大谷昭宏
大谷 昭宏（おおたに あきひろ、1945年〈昭和20年〉7月8日 - ）は、日本のジャーナリスト、元新聞記者、漫画原作者。実弟は元最高裁判所判事の大谷剛彦。

## 来歴
東京都目黒区出身。目黒区立第十中学校、早稲田大学高等学院を経て、早稲田大学政治経済学部政治学科卒業。大学卒業後の1968年4月、読売新聞社に入社、徳島支局勤務。1970年、大阪読売社会部（警察担当）へ異動。上司である黒田清と共に「黒田軍団」の一員として、数多くのスクープ記事を取材。1980年より、朝刊社会面コラム『窓』を7年間にわたって担当。
1987年、黒田が当時：取締役論説委員長で現在主筆である渡邉恒雄との社内政治対立から大阪読売を退社した際、行動を共にし、黒田と共に黒田ジャーナルを設立。2000年7月、黒田の死去に伴い黒田ジャーナルを解散し、個人事務所を設立。1987年の退社以来、読売新聞の子会社である日本テレビ系列の番組に出られずにいたが、2006年に『NNNきょうの出来事』にコメンテーターとして出演。
東京出身であるが、大阪を拠点に活動していることもあり、大阪本社勤務時代に聞き覚えた大阪弁を話すことがある。大阪弁の素養は『事件記者』や『大阪社会部』などの著書でも生かされている。
原作を担当した漫画『こちら大阪社会部』の主人公・谷一平は自身がモデル。

## 人物

### 思想と主張
「九条の会」傘下の「マスコミ九条の会」呼びかけ人を務めている。また、大谷が主導し日本ジャーナリスト会議にて、師匠である黒田の冠が付いた「黒田清JCJ新人賞」を設立させた。
2009年末、鳩山由紀夫首相（当時）が偽装献金問題で釈明会見をした際には、万引きの罰則が最高罰金50万であることを引き合いに出し、「万引き程度で総理大臣が辞めてたらどうなる、という発想もある」等と主張した。
過激な労組活動で複数の逮捕歴のある武建一を宮崎学と共に「労組の闘志」として賞賛している。
朝日新聞阪神支局襲撃事件
2002年4月28日放送の「朝日新聞襲撃事件 15年目の真実」（「サンデープロジェクト」）で、時効間近な事件の真相に迫る取材を行うなどし、報道・言論の自由の問題にしばしば言及する。「犯人は『記者を撃つ』ことで『言論を撃った』」 と、「赤報隊」を名乗った犯人を厳しく批判している。
北朝鮮拉致放送命令問題
2006年（平成18年）に、菅義偉総務大臣がNHK短波ラジオ国際放送に対して北朝鮮拉致問題を重点的に取り上げるよう放送命令を下したことについて、「報道の自由」「報道機関の自主性」に関わってくる大問題だとして抗議した。
小沢一郎の献金問題
2010年（平成22年）1月東京地検の捜査について「立法府に司法（検察は行政権の一部であるが、その特質から準司法的機関とされる）がちょっかいを出すことが繰り返されていいのか。あり方を与野党で考えるべきだ。」とした。
2010年（平成22年）1月18日、フォーラム神保町と現代深層研究会主催の緊急シンポジウム「『新撰組』化する警察&検察&官僚がニッポンを滅ぼす!」に、青木理、魚住昭、岡田基志、木村三浩、郷原信郎、佐藤優、鈴木宗男、田原総一朗、平野貞夫、宮崎学らとともに参加した。
暴力団排除条例の廃止を求め、暴対法改定に反対する共同声明
2010年1月24日、大谷は『暴力団排除条例の廃止を求め、暴対法改定に反対する共同声明』の賛同人となっている。同声明の共同記者会見では、人権の問題や警察の暴走への危惧、暴力団に関わる表現の萎縮への懸念などが述べられた。これは漫画やアニメなどのメディアへの法規制や、それら愛好者への警察による取締りを強く主張していた大谷の姿勢と大きく食い違うものであるが、大谷はこの矛盾について何らコメントはしていないことへの批判の声も存在する。
大阪心斎橋通り魔事件
2012年6月10日起きた大阪心斎橋通り魔殺人事件に対して、翌11日の『スーパーJチャンネル』（テレビ朝日）の中で「通り魔の起きたヨーロッパ村は、オタクの町として知られる日本橋とも近い。オタク文化との関連がないか精査する必要がありますね」とコメントし、地理的背景や犯人像を考慮していない強引なこじつけであると異論が相次いでいる。

## 番組出演
テレビ
| 期間          | 期間          | 番組名                                                              | 役職                               | 備考                                                           |
| ------------- | ------------- | ------------------------------------------------------------------- | ---------------------------------- | -------------------------------------------------------------- |
| 1989年1月     | 2010年1月     | 朝まで生テレビ!（テレビ朝日）                                       | パネリスト出演                     |                                                                |
| 1989年4月     | 2010年3月     | サンデープロジェクト（テレビ朝日・朝日放送）                        | 特集コーナー担当                   |                                                                |
| 1993年4月     | 2011年3月     | スーパーモーニング（テレビ朝日）                                    | 水・金曜日レギュラーコメンテーター | 2002年7月から2010年9月までの間は、金曜日のみ出演               |
| 1993年10月7日 | 2008年6月26日 | 痛快!エブリデイ（関西テレビ）                                       | 木曜日コメンテーター               | 曜日別コーナーにて出演                                         |
| 1997年10月    | 2000年3月     | KSBザ・ビッグバン（瀬戸内海放送）                                   | 討論司会                           |                                                                |
| 1998年4月4日  | 2004年3月27日 | 報道原人（東海テレビ）                                              | キャスター                         |                                                                |
| 2000年6月     | 現在          | とびっきり!しずおか（静岡朝日テレビ）                               | 不定期出演→隔週水・木曜日出演      |                                                                |
| 2002年7月     | 2010年9月     | やじうまプラス（テレビ朝日）                                        | 水曜日レギュラーコメンテーター     |                                                                |
| 2002年10月    | 2008年9月     | スーパーJチャンネル（テレビ朝日）                                   | 火・水曜日レギュラーコメンテーター |                                                                |
| 2004年4月3日  | 2010年9月25日 | スーパーサタデー（東海テレビ）                                      | コメンテーター                     |                                                                |
| 2004年10月    | 2009年3月     | ムーブ!（朝日放送）                                                 | 木曜日レギュラーコメンテーター     |                                                                |
| 2006年10月    | 2009年3月     | ピンポン!（TBS）                                                    | 火曜日レギュラーコメンテーター     |                                                                |
| 2008年10月    | 2019年3月     | スーパーJチャンネル（テレビ朝日）                                   | 月～水曜日レギュラーコメンテーター | 2014年7月21日から同年9月24日までの間は、一旦番組から離れていた |
| 2009年3月16日 | 2011年9月     | NEWSゆう+（朝日放送）                                               | 木曜日レギュラーコメンテーター     |                                                                |
| 2009年4月     | 現在          | ひるおび!（TBS→TBSテレビ）                                          | 火曜日レギュラーコメンテーター     |                                                                |
| 2010年4月     | 2011年9月     | サンデー・フロントライン（テレビ朝日）                              | 特集コーナー担当                   |                                                                |
| 2010年10月1日 | 2015年3月27日 | FNN東海テレビスーパーニュース（東海テレビ）                         | 金曜日コメンテーター               |                                                                |
| 2011年1月     | 2013年3月     | たかじんNOマネー〜人生は金時なり〜（テレビ大阪）                    | パネリスト出演                     |                                                                |
| 2011年4月     | 2018年3月     | ドデスカ!（メ〜テレ）                                               | 木曜日レギュラーコメンテーター     |                                                                |
| 2011年10月    | 2022年3月     | キャスト（朝日放送→朝日放送テレビ）                                 | 木曜日レギュラーコメンテーター     |                                                                |
| 2012年5月     | 2013年3月     | 山浦ひさしのトコトン!1スタ（テレビ愛知）                            | 隔週木曜日コメンテーター           |                                                                |
| 2015年4月3日  | 現在          | みんなのニュース One→ニュースOne→NEWS ONE→ニュースONE（東海テレビ） | 金曜日コメンテーター               |                                                                |
| 2019年4月     | 現在          | Mieライブ（三重テレビ）                                             | 第1水曜日コメンテーター            |                                                                |

ラジオ
- 小島一宏 モーニングあいランド（東海ラジオ）
- 源石和輝 モルゲン!!（東海ラジオ）
- 笑福亭銀瓶の銀ぎんワイド（ラジオ大阪）
- Changeの瞬間 〜がんサバイバーストーリー〜（朝日放送ラジオ、2022年1月2日・1月9日）
- くにまるジャパン 極（文化放送、月曜日レギュラーコメンテーター） - 2022年3月31日で終了

## 著書

### ノンフィクション
- 『開け心が窓ならば-差別反対大合唱』（解放出版社、1987年）　角川文庫版（1988年）
- 『新聞記者が危ない : 内そとからの砲火』朝日ソノラマ、1987年8月31日。NDLJP:12277339。
- 『サラリーマンの忘れ物』（マガジンハウス、1993年）
- 『関西電力の誤算（上・下）』（旬報社、2002年）
- 『グリコ・森永事件 - 最重要参考人M』（幻冬舎、2000年）
- 『警察幹部を逮捕せよ!-泥沼の裏金作り』（旬報社、2004年）
- 『警察が危ない』（朝日ソノラマ、1991年）
- 『権力犯罪』（旬報社、2000年）黒田清との共著
- 『今こそ終身雇用だ!―横河電機の挑戦 』（テレビ朝日事業局出版部、2000年）サンデープロジェクト取材班との共著
- 『殺人率-日本人は殺人ができない』（太田出版、2004年）
- 『事件記者（1） - （3）』（幻冬舎文庫）
- 『ささやかな少数意見』（マガジンハウス、1996年）
- 『死体は語る 現場は語る』（アスキー・コミュニケーションズ、2002年）上野正彦との共著
- 『新聞記者が危ない-内そとからの砲火』（朝日ソノラマ、1987年）
- 『日本警察の正体-恐るべき腐敗の構図と組織再生への道』（日本文芸社、2000年）
- 『メディアの内と外-ジャーナリストと市民との壁を越えて』（岩波ブックレット、2001年）筑紫哲也、原寿雄との共著
- 『おかしいぞ！警察・検察・裁判所-市民社会の自由が危ない』（創出版、2005年）魚住昭、斎藤貴男、三井環との共著
- 『監視カメラは何を見ているのか』（角川oneテーマ21、2006年）
- 『法か、掟か-「私」を「国家」に委託しない生き方』（ゴマブックス、2008年）宮崎学との共著
- 『冤罪の恐怖-人生を狂わせるでっちあげのカラクリ』（ソフトバンククリエイティブ、2011年）
- 『事件記者という生き方』（平凡社、2013年）

### フィクション
- 『事件記者・新婚夫妻殺人事件』（幻冬舎アウトロー文庫）
- 『事件記者2・陰毛怪怪殺人事件』（幻冬舎アウトロー文庫）
- 『事件記者3・不完全仏殺人事件』（幻冬舎アウトロー文庫）

『事件記者』シリーズの主人公は“日政新聞”の“谷昭宏”。
1988年9月24日にテレビ朝日系列「土曜ワイド劇場」にて「ビキニライン殺人事件」のタイトルでドラマ化された。
1999年の5月と12月に2度にわたって日本テレビ系列の「火曜サスペンス劇場」にてドラマ化され、大谷本人もカメオ出演した。

### 漫画原作
- 『獅子のごとく』画：さだやす圭（講談社・モーニングKC）
主人公の新人熱血警察官による小児性犯罪事件捜査の失敗のエピソードと、刑事に転身してからのベテラン刑事とコンビを組んでの2件の猟奇的殺人事件の解決が描かれている。後年の漫画作品と比べて、犯人の性生活や性暴力の描写が多く登場するのが特徴である。
- 『大阪府警刑事部捜査第一課』画：政岡としや（秋田書店・ヤングチャンピオンコミックス）
主人公は“読朝新聞”の“谷昭宏”記者。『大阪府警刑事部捜査第一課』のストーリーは『事件記者3・不完全仏殺人事件』と類似しており、漫画バージョンと言える。
- 『こちら大阪社会部』画：大島やすいち（講談社・ミスターマガジンKC、講談社漫画文庫）
『こちら大阪社会部』は、大谷による解説を加える等の再構成が施されたムック『こちら大阪社会部＋α』として、2006年から月刊ベースで発売された。
- 『こちら大阪社会部　阪神大震災篇』画：大島やすいち（講談社・ミスターマガジンKC、講談社漫画文庫『こちら大阪社会部』収録）
ストーリー中に出て来る大学生の死亡エピソードは、実在の犠牲者（読売大阪に内定）の話を基にしている。また、『こちら大阪社会部＋α』にも収録された。
- 『こちら社会部』画：大島やすいち（講談社・ミスターマガジンKC）
『こちら大阪社会部』の東京異動篇。現実の大谷が大阪読売新聞を辞職した事を反映して、主人公が日政新聞を辞めて独立するまでのストーリーとなっている。また、「フィギュア萌え族」以前から、近年のオタク文化に批判的であった事が窺える「バーチャルアイドル編」が収録されている。

## 雑誌等連載・コラム
- 日刊スポーツ（近畿・中京・北陸・中四国地方（山口県除く）向けに「大谷昭宏のフラッシュアップ」を毎週連載中
  - 2010年3月まで社会面→同4月より最終面・地上テレビ番組表下段でいずれも火曜日掲載。
  - 2011年4月の1ヶ月のみ月曜の日替わり特集「サラリーマンデー」に連載位置変更したが、5月から当該箇所に「アニメ特集」が連載されているため、5月以後同じ月曜の社会面に連載ページ移動
- 週刊現代（講談社）
- 週刊ポスト（小学館）
- しんぶん赤旗・日曜版（日本共産党）
- 月刊PL（芸術生活社）
- 月刊社会民主（社会民主党全国連合 機関紙宣伝委員会）
- TSR情報（東京商工リサーチ）
- MORGEN（遊行社）

### 論文
- 国立情報学研究所収録論文 国立情報学研究所.2010-05-12閲覧。